# Liste des ducs français subsistants
Cette liste des ducs français subsistants recense les titres de duc héréditaires authentiques et réguliers créés ou reconnus en France, et transmis jusqu’à nos jours de façon régulière en ligne naturelle et légitime et par ordre de primogéniture à partir du premier bénéficiaire.
Dans le Dictionnaire de la noblesse française Étienne de Séréville et Fernand de Saint-Simon indiquent qu'en 1977, il subsistait 38 titres de duc français réguliers. Trois sont éteints depuis : duc d'Abrantès en 1982 (famille Le Ray - 1869), duc de Doudeauville en 1995 (famille de La Rochefoucauld - 1814) et duc de Feltre en 2021 (famille de Goyon - 1864).
Ne sont pas compris dans cette liste de titres réguliers :
- Les titres de duc éteints en ligne naturelle et légitime, mais parfois relevés « proprio motu » par une autre branche ou une autre famille. Les titres dans ce dernier cas sont des titres irréguliers[2].
- Les titres de duc accordés à des Français par des souverains étrangers ou pontificaux mais non reconnus en France[2].
- Les titres personnels de duc à brevet d'honneur  qui n'étaient pas transmissibles dans la famille du bénéficiaire sauf autorisation royale et création de nouvelles lettres patentes qui devaient être enregistrées[2].
- Les titres de duc dont les lettres patentes n'ont pas été scellées ou retirées, ou  dont le majorat nécessaire n'a pas été constitué et ne peuvent donc être considérés comme réguliers[2].

- Les titres d'apanage de la maison royale de France dépendant du chef de celle-ci.

## Présentation de la liste
Les titres sont classés par ordre alphabétique, avec pour chaque titre :
- la date des lettres de création du titre
- La famille bénéficaire du titre et sa région d'origine
- les armes de la famille bénéficiaire du titre
- Le titulaire actuel du titre (descendant en ligne masculine et légitime et par ordre de primogéniture du premier bénéficiaire).

Ne sont pas indiqués ici les autres titres éventuellement portés par les titulaires.
La numérotation pour chaque titulaire démarre au premier bénéficiaire du titre subsistant, et non à partir de la création d'une première titulature ducale éteinte et recréée ensuite (se reporter à la numérotation adoptée par le "Dictionnaire de la Noblesse Française" (1975-1977)).

Couronne de duc et pair
Couronne de duc
Toque de duc de l'Empire

## Titres réguliers subsistants
Cette liste présente 35 titres réguliers subsistants.
| Titre ducal          | Année de création | Famille (région d'origine)                                            | Blason | Titulaire actuel                                                                                    |
| -------------------- | ----------------- | --------------------------------------------------------------------- | ------ | --------------------------------------------------------------------------------------------------- |
| d’Albufera           | 24 janvier 1812   | Suchet d’Albufera (Lyonnais)                                          |        | Emmanuel Suchet d’Albuféra, 7e duc d’Albufera né le 19 juin 1944                                    |
| d’Aubigny            | 29 juin 1777      | Gordon-Lennox (Écosse)                                                |        | Charles Gordon-Lennox, 11e duc d’Aubigny né le 8 janvier 1955                                       |
| d’Audiffret-Pasquier | 31 décembre 1862  | d’Audiffret-Pasquier (Dauphiné)                                       |        | Xavier d’Audiffret-Pasquier, 5e duc d’Audiffret-Pasquier né le 16 mars 1988                         |
| d’Auerstaedt         | 2 juillet 1808    | Davout d’Auerstaedt (Bourgogne)                                       |        | Sébastien Davout d’Auerstaedt, 7e duc d’Auerstaedt né le 10 décembre 1992                           |
| d’Ayen               | 25 février 1737   | de Noailles (Limousin)                                                |        | Emmanuel de Noailles, 9e duc d’Ayen né le 14 février 1983                                           |
| de Bauffremont       | 18 février 1818   | de Bauffremont (Lorraine)                                             |        | Charles-Emmanuel de Bauffremont, 9e duc de Bauffremont né le 2 février 1946                         |
| de Blacas            | 30 avril 1821     | de Blacas d’Aulps (Provence)                                          |        | Casimir de Blacas d’Aulps, 7e duc de Blacas né le 15 février 1943                                   |
| de Brissac           | 13 avril 1611     | de Cossé-Brissac (Anjou)                                              |        | Charles-André de Cossé-Brissac, 14e duc de Brissac né le 3 novembre 1962                            |
| de Broglie           | 11 juin 1742      | de Broglie (Piémont)                                                  |        | Philippe de Broglie, 9e duc de Broglie né le 28 septembre 1960                                      |
| de Chevreuse         | 15 janvier 1667   | d’Albert de Luynes (Comtat Venaissin)                                 |        | Philippe d’Albert de Luynes, 13e duc de Luynes et 13e duc duc de Chevreuse né le 3 janvier 1977     |
| de Clermont-Tonnerre | 11 juin 1775      | de Clermont-Tonnerre (Dauphiné)                                       |        | Aynard de Clermont-Tonnerre, 12e duc de Clermont-Tonnerre né le 10 juillet 1962                     |
| de Croÿ              | 4 juillet 1598    | de Croÿ (Picardie)                                                    |        | Rudolf von Croÿ-Dülmen, 15e duc de Croÿ né le 8 juillet 1955                                        |
| Decazes              | 20 février 1820   | Decazes (Guyenne)                                                     |        | Louis Decazes de Glücksberg, 6e duc Decazes né le 14 novembre 1946                                  |
| de Gramont           | 31 décembre 1643  | de Gramont (Navarre)                                                  |        | Antoine de Gramont, 15e duc de Gramont né le 22 mars 2008                                           |
| d’Harcourt           | 19 mars 1701      | d’Harcourt (Normandie)                                                |        | Geoffroy d’Harcourt, 13e duc d’Harcourt né le 8 décembre 1952                                       |
| de La Force          | 19 janvier 1787   | de Caumont (Agenais)                                                  |        | Henri de Caumont La Force, 15e duc de La Force né le 27 juin 1944                                   |
| de La Rochefoucauld  | 22 avril 1622     | de La Rochefoucauld (Angoumois)                                       |        | François de La Rochefoucauld, 15e duc de La Rochefoucauld et 9e duc de Liancourt né le 2 avril 1958 |
| de Liancourt         | 13 mars 1765      | de La Rochefoucauld (Angoumois)                                       |        | François de La Rochefoucauld, 15e duc de La Rochefoucauld et 9e duc de Liancourt né le 2 avril 1958 |
| de Lorges            | 28 novembre 1706  | de Durfort (Languedoc)                                                |        | Guy de Durfort-Civrac, 9e duc de Lorges né le 24 octobre 1960                                       |
| de Luynes            | 14 novembre 1619  | d’Albert de Luynes (Comtat Venaissin)                                 |        | Philippe d’Albert de Luynes, 13e duc de Luynes et 13e duc duc de Chevreuse né le 3 janvier 1977     |
| de Magenta           | 5 juin 1859       | de Mac Mahon (Irlande)                                                |        | Maurice de Mac Mahon, 5e duc de Magenta né le 30 mars 1992                                          |
| de Maillé            | 1er avril 1784    | de Maillé (Touraine)                                                  |        | Geoffroy de Maillé, 7e duc de Maillé né le 15 novembre 1972                                         |
| de Montbazon         | 15 mars 1594      | de Rohan (Bretagne)                                                   |        | Charles-Raoul de Rohan-Rochefort, 16e duc de Montbazon né le 3 octobre 1954                         |
| de Montebello        | 20 décembre 1817  | Lannes de Montebello (Gascogne)                                       |        | Benoît Lannes de Montebello, 8e duc de Montebello né le 15 août 1973                                |
| de Mortemart         | 23 décembre 1663  | de Rochechouart de Mortemart (Limousin)                               |        | Charles-Emmanuel de Rochechouart de Mortemart, 17e duc de Mortemart né le 15 mars 1967              |
| de Noailles          | 25 décembre 1663  | de Noailles (Limousin)                                                |        | Hélie de Noailles, 10e duc de Noailles né le 16 juillet 1943                                        |
| d’Otrante            | 15 août 1809      | Fouché (Bretagne)                                                     |        | Charles-Louis Fouché d’Otrante, 8e duc d’Otrante né le 14 mars 1986                                 |
| de Polignac          | 20 septembre 1780 | de Polignac (Velay)                                                   |        | Armand-Charles de Polignac, 8e duc de Polignac né le 7 octobre 1946                                 |
| de Poix              | 24 octobre 1765   | de Noailles (Limousin)                                                |        | Antoine de Noailles, 8e duc de Poix et 8e duc de Mouchy né le 7 septembre 1950                      |
| de Praslin           | 21 novembre 1762  | de Choiseul (Champagne)                                               |        | Raynald de Choiseul-Praslin, 10e duc de Praslin né le 23 février 1945                               |
| de Reggio            | 14 avril 1810     | Oudinot de Reggio Lorraine puis Maupas-Oudinot (en 2005) par adoption |        | François Maupas-Oudinot 7e duc de Reggio né en 1945                                                 |
| de Rivoli            | 24 avril 1808     | Masséna ( Nice)                                                       |        | Victor Masséna, 5e duc de Rivoli né le 29 avril 1950                                                |
| de Rohan             | 15 décembre 1648  | de Rohan-Chabot (Poitou)                                              |        | Josselin de Rohan-Chabot, 14e duc de Rohan né le 5 juin 1938                                        |
| de Sabran            | 8 mai 1825        | de Sabran-Pontevès (Provence)                                         |        | Géraud de Sabran-Pontevès, 9e duc de Sabran, né le 27 Août 1943 (81 ans)                            |
| d’Uzès               | 20 janvier 1572   | de Crussol d’Uzès (Vivarais)                                          |        | Jacques-Emmanuel de Crussol d’Uzès, 17e duc d’Uzès né le 13 octobre 1957                            |

## Titres irréguliers subsistants

### Titres de duc inachevés
Ces titres de duc dont les lettres patentes n'ont pas été scellées ou retirées, ou le majorat nécessaire  n'a pas été constitué ne peuvent être considérés comme réguliers.
- Arenberg (1827-Restauration) : Famille d’Arenberg. Lettres Patentes du 5 novembre 1827 suivies de l'autorisation (24 mai 1828) de la création d'un majorat pour rendre le titre héréditaire, mais le majorat ne fut pas constitué[2].
- Caraman (1830-Restauration) : Famille de Riquet de Caraman. Ordonnance royale du 10 mai 1830 non suivie de lettres patentes[2].
- des Cars (1830-Restauration) : Famille de Pérusse des Cars. Ordonnance royale des 11 et 24 avril 1830. Lettres patentes non scellées[2].
- Estissac (1840-Monarchie de Juillet) : Famille de La Rochefoucauld. Ordonnance royale du 2 juillet 1840. Lettres patentes non retirées[2].
- Rauzan-Duras (1825-Restauration) : Famille de Beauvoir-Chastellux. Ordonnance royale du 21 décembre 1825 non suivie de lettres patentes[2].

### Titres «relevés» sans droit
Les titres de duc éteints en ligne naturelle et légitime, mais parfois relevés « proprio motu » par une autre branche ou une autre famille. Les titres dans ce dernier cas sont des titres irréguliers.
- Castries (1907) : Famille de La Croix de Castries. Le titre ducal, éteint en 1886, a été relevé motu proprio par René, comte de Castries (1842-1913), devenu aîné de la famille, et reste porté par sa descendance.
- Chaulnes et Picquigny (1863) : Famille d’Albert de Luynes. Les titres sont utilisés comme titre de courtoisie par une branche de la famille. La régularité de la transmission du titre est discutée par différents auteurs[12].
- Dalmatie (1910) : Famille Reille-Soult de Dalmatie. Le titre a été relevé par une branche de la famille Reille, descendante du dernier duc de Dalmatie. Il s’agit d'un titre de courtoisie qui n’est pas régulier.
- Doudeauville (1995) : Famille de La Rochefoucauld. Ce titre est porté par Armand Sosthènes de La Rochefoucauld (né en 1944), fils naturel et légitime du dernier duc de Doudeauville.
- Fezensac (1913) : Famille de Montesquiou-Fezensac. Le titre est utilisé comme titre de courtoisie par une branche de la famille. Il ne s'agit pas d’un titre régulier.
- de La Roche-Guyon (1851) : Famille de La Rochefoucauld. Le titre est utilisé comme titre de courtoisie par une branche de la famille. Il ne s’agit pas d’un titre régulier[13].
- Lévis-Mirepois (XIXe siècle) : Maison de Lévis. Le titre est utilisé comme titre de courtoisie par une branche de la famille. Il ne s’agit pas d’un titre régulier. « Francisation » du titre espagnol de San-Fernando-Luis.
- Valentinois (1949) : Maison de Monaco. Le titre a été relevé par Charlotte de Monaco, fille légitimée de Louis II, dernier duc de Valentinois.